# Federico Gonzenbach
Federico Gonzenbach Abad (Guayaquil, 23 de noviembre de 1956) es un multifacético pintor autodidacta ecuatoriano.

## Biografía
Nació en Guayaquil el 23 de noviembre de 1956 en casa de su abuelo en el barrio Las Peñas. Sus padres fueron Virgilio Gonzenbach Iglesias y Ana Abad Cevallos. En 1967 vivió en Nueva York junto a su abuela y estudió arte en la escuela de Queen's Gallery, pero en 1968 regresó a Guayaquil donde estudió en el Colegio Americano. Debido a una tristeza que mantenía, abandonó el colegio para más tarde formar parte de la Escuela Municipal de Bellas Artes dándole nuevamente alegría por estar constantemente con el arte. En 1973 ya era parte de la Asociación Cultural Las Peñas luego de exponer en el Museo Municipal de Guayaquil gracias al apoyo de Yela Loffredo. En la IV Bienal Internacional de Pintura en Cuenca de 1993 recibió una mención de honor.

## Premios y distinciones
- En 1993, recibió Mención de Honor en la IV Bienal Internacional de Pintura efectuada en Cuenca.[2]
- En 1996, el grupo World Wide Fine Art Promotion Inc. lo galardonó otorgándole el primer lugar de entre 150 participantes de América Latina y España, por su obra Maja Erótica.[3][4]
- En 2000, el Ministerio de Educación de Ecuador le entregó la condecoración nacional al Mérito Artístico de Primera Clase.[4]
- En 2014, la Asamblea Nacional del Ecuador le otorgó la condecoración Vicente Rocafuerte al Mérito Cultural.[4]
- El 25 de julio de 2015, el Concejo Municipal de Guayaquil, en Sesión Solemne Conmemorativa de los Cuadringentésimo Octogésimo aniversario de fundación de la ciudad, le otorgó la presea al Mérito Cultural.[5]

### En redes sociales
- Federico Gonzenbach en Instagram
- Federico Gonzenbach en Facebook
- Galería de Arte Federico Gonzenbach en Facebook

- Datos: Q5857639